# Col de Manse
Il Col de Manse è un valico francese nel Massiccio degli Écrins, a circa 9 km a nord-est della città di Gap nel dipartimento delle Alte Alpi.
Situato ad un'altitudine di 1268 metri s.l.m., collega le vallate di Gapençais, a sud, e di Champsaur a nord.
Sulla vetta si trova un Refuge Napoléon, uno dei sei rifugi costruiti per volere di Napoleone Bonaparte in ringraziamento dell'accoglienza avuta al suo ritorno dall'Isola d'Elba.
Da Gap il passo è raggiungibile tramite la RN85, la cosiddetta Route Napoléon, lungo una salita di 9,4 km per una pendenza media del 5,6%. La salita lungo il versante sud-est parte invece dalla località di La Bâtie-Neuve lungo la RN94 e misura 8,4 km di lunghezza con una pendenza media del 4,9%. Da nord l'ascesa risulta più agevole, con partenza da Corps e arrivo in vetta dopo 11 km al 2,1%

## Tour de France
L'ascesa al Col de Manse è stata affrontata più volte durante il Tour de France, teatro ideale per i caratteristici arrivi nella città di Gap. La prima ascesa risale al 1971, l'ultima invece nell'edizione 2015. La discesa verso Gap, considerata molto tecnica, ha causato negli anni alcune celebri cadute come quelle di Joseba Beloki nel 2003, dopo l'ascesa alla vicina Cote de La Rochette, e di Geraint Thomas nel 2015.
| Anno | Tappa | Categoria      | Partenza                  | Arrivo            | Passaggio in vetta |
| ---- | ----- | -------------- | ------------------------- | ----------------- | ------------------ |
| 2015 | 16    | 2              | Bourg-de-Péage            | Gap               | Rubén Plaza        |
| 2013 | 18    | 2              | Gap                       | Alpe d'Huez       | Ryder Hesjedal     |
| 2013 | 16    | 2              | Vaison-la-Romaine         | Gap               | Rui Costa          |
| 2011 | 16    | 2              | Saint-Paul-Trois-Châteaux | Gap               | Ryder Hesjedal     |
| 1989 | 15    | 1 (cronometro) | Gap                       | Orcières-Merlette | Steven Rooks       |
| 1972 | 13    | 4              | Orcières-Merlette         | Briançon          | Rik Van Linden     |
| 1972 | 12    | 3              | Carpentras                | Orcières-Merlette | Joaquim Agostinho  |
| 1971 | 12    | -              | Orcières-Merlette         | Marsiglia         |                    |